# Relations entre la France et le Honduras
Les relations entre la France et le Honduras désignent les relations diplomatiques s'exerçant entre la République française, pays principalement européen, et le Honduras, État des Amérique centrale. La France dispose d'une ambassade à Tegucigalpa et le Honduras dispose d'une ambassade à Paris.

## Histoire
En mars 2025, le musée du quai Branly rend 133 pièces archéologiques liées aux civilisations précolombiennes au Honduras.